# Det danske sundhedsvæsen
 "Sundhedsvæsenet" omdirigeres hertil. For andre betydninger af Sundhedsvæsenet, se Sundhedsvæsenet (dokumentarfilm).
Det danske sundhedsvæsen dækker mange forskellige institutioner og funktioner i offentligt regi. Fælles for dem alle er dog, at de har til formål enten at helbrede sygdom, forebygge sygdom eller fremme sundhed for den danske befolkning.

## Den primære sundhedssektor
Den primære sundhedssektor er den del af sundhedsvæsenet, der har den primære kontakt til borgeren. Ofte kan disse opfylde deres forebyggende eller sundhedsfremmende funktion mens borgeren stadig opholder sig i eget hjem; f.eks. tager hjemmesygeplejersken rundt på besøg til borgeren i deres eget hjem, mens den praktiserende læge og apoteket er centralt placeret i lokalområdet, så de er let tilgængelige.

### Praktiserende læger
De praktiserende læger er den del af sundhedsvæsenet, den almindelige borger oftest stifter først kontakt med, når de benytter det danske sundhedsvæsen. Den almindelige procedure er, at man ved sygdom tager kontakt til sin egen læge, der enten iværksætter relevante undersøgelser – herunder blodprøver, røntgenundersøgelser og henvisninger til speciallæge – og efterfølgende behandling, typisk i form af medikamentel behandling eller (genop-)træning. Praktiserende læger har også mulighed for at henvise patienten til speciallægebehandling, herunder psykiatrisk behandling, samt hospitalsindlæggelse.
De praktiserende læger er, modsat bl.a. sygehusene, privat drevet og modtager et vist beløb pr. konsultation fra Regionerne. Uden for de praktiserende lægers almindelige åbningstid har man mulighed for at kontakte en vagtlæge ved akut opstået sygdom.

### Apotekerne
Apotekerne er en del af den primære sundhedssektor, som samarbejder tæt med læger og andre instanser i hele sundhedssektoren. På apoteket har enhver borger ved direkte adgang mulighed for at opnå sundhedsfremme og sygdomsforebyggelse. Apoteksfarmakonomer og apoteksfarmaceuter rådgiver patienterne omkring lægemidler og medicinsk behandling og hjælper gennem klinisk farmaci borgeren til at optimere lægemiddelbehandlingen. Apotekerne tilbyder også en lang række sundhedsydelser, som f.eks. blodtryks-, kolesterol- og blodsukkermåling.

### Hjemmeplejen
Hjemmeplejen er et tilbud til danskere, der af forskellige årsager har et nedsat funktionsniveau, men som fortsat ønsker at blive boende i eget hjem. Det er typisk den ældre borger, der har behov for støtte efterhånden som alderdommen gør det sværere at klare dagligdagens funktioner, eller en person med handicap, der har brug for hjælp til at komme op i sin kørestol, men som dagen igennem klarer sig selv. 
Det er primært social- og sundhedshjælpere og -assistenter, der varetager hjemmeplejen. Disse har ofte støtte af enkelte sygeplejersker, der varetager lidt mere komplekse plejeopgaver, samt står for medicinadministration samt fysio- og ergoterapeuter, der står for genoptræningen af borgerne.

### Plejehjem
Plejehjem er, som navnet antyder, et tilbud til en borger, der ikke længere er i stand til at klare sig hjemme; de får derfor tilbud om at flytte ind på et plejehjem, hvor man indretter et værelse eller en mindre lejlighed med beboerens egne møbler, og i videst mulige omfang skaber en hverdag for beboeren, der tillader ham/hende at leve så normalt et liv som muligt. Plejen varetages oftest af social- og sundhedshjælpere og -assistenter, med enkelte sygeplejersker, der oftest varetager administrative roller. Enkelte plejehjem har også en læge tilknyttet, men det er ikke ualmindeligt, at man primært benytter sig af vagtlægeordningen. 

### Sundhedsplejen
Sundhedsplejen er en ordning, hvor specialuddannede sygeplejersker, sundhedsplejersker, tager på hjemmebesøg hos spædbørnsfamilier for at give råd og vejledning til den nyfødtes familie. De kan således vejlede om amning og senere ernæring, tage hånd om barnets vækst og normale udvikling, og de kan forebygge – samt iværksætte tidlig behandling af – en række børnesygdomme. 

### Andre udkørende/åbne tilbud
Ud over de ovennævnte findes der en række tiltag, der søger at hjælpe danske borgere, inden de får brug for hospitalsindlæggelse. Til eksempel kan nævnes initiativer, der bringer mad ud til ældre (inspireret af det engelske "Meals on Wheels"-initiativ), distriktspsykiatrien, der har udkørende psykiatrisk uddannede sygeplejersker, samt mange forskellige tiltag, der sigter mod at skabe bedre vilkår for hjemløse, misbrugere og alkoholikere. 

## Den sekundære sundhedssektor
Den sekundære sundhedssektor dækker den del af sundhedsvæsenet, der kan overtage eller videreføre behandling fra primærsektoren. 

### Sygehuse
De danske sygehuse (inkl. sygehusapotekerne) varetager den mere komplekse, ressourcekrævende behandling af patienten. På hospitalet har man samlet adskillige specialer centralt, hvilket letter samarbejdet og derfor giver bedre mulighed for hurtig, effektiv behandling.
På sygehuset samarbejder læger, sygeplejersker og andet sygeplejepersonale, ergo- og fysioterapeuter, bioanalytikere, laboranter, jordemødre, radiografer, kliniske farmaceuter, sygehusfarmakonomer, kliniske diætister m.fl. om at behandle patienterne. Dette gøres med støtte fra rengøringspersonale, køkkenmedarbejdere og økonomaer, portører, hospitalsmedhjælpere, lægesekretærer, elektrikere og andre håndværkere.